# Konopný čaj

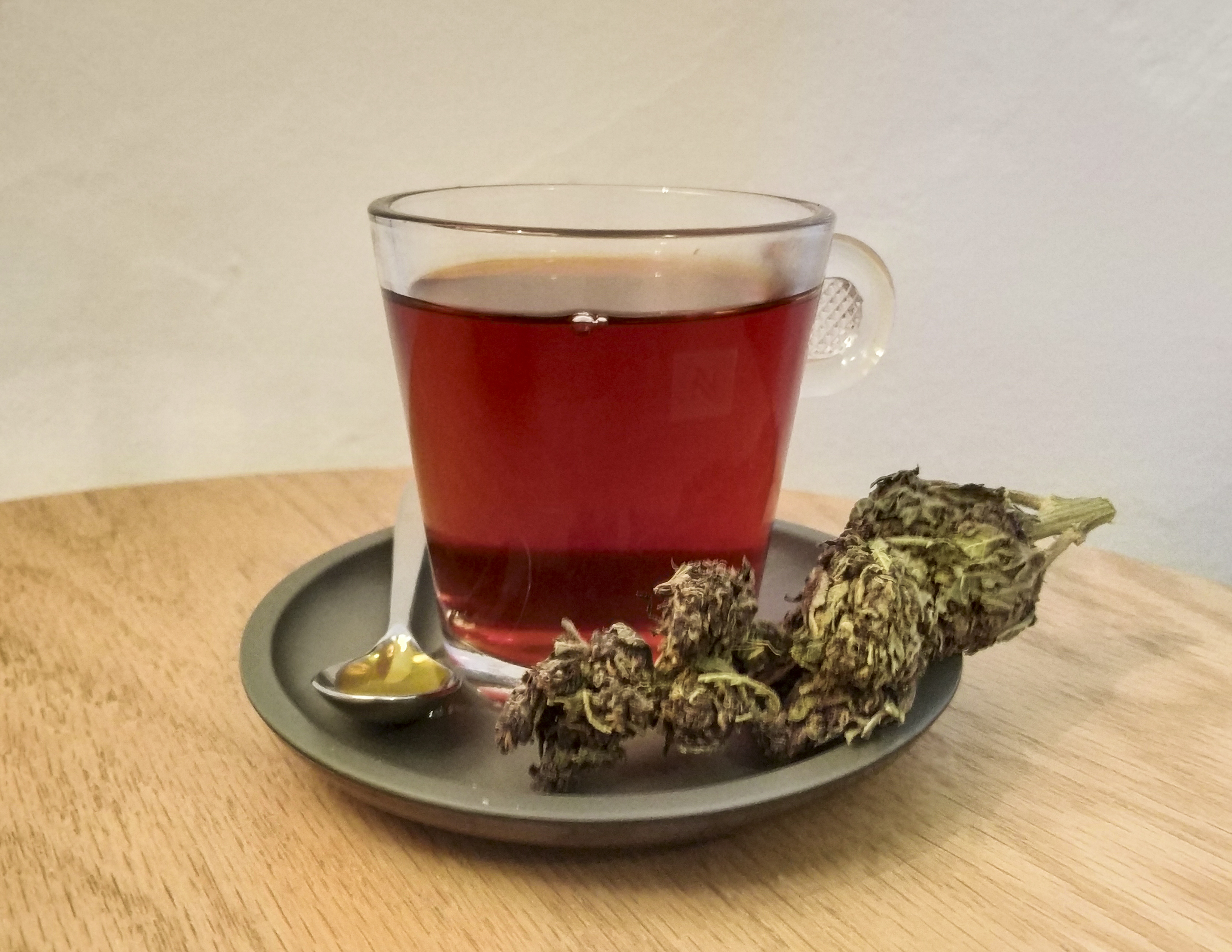
Konopný čaj se skořicí a listy agáve

Konopný čaj je odvar z listů a květenství konopí. Tento způsob požívání konopí se vyznačuje nízkou úrovní psychoaktivních účinků, jelikož tetrahydrokanabinol (THC), hlavní účinná látka marihuany, není rozpustný ve vodě (rozpouštění THC v tucích či v alkohol je o mnoho efektivnější pro psychoaktivní účely). Zatímco pouze vodové marihuanové čaje nejsou příliš psychoaktivní, s použitím mléka, které má vyšší obsah tuku, se stává daleko psychoaktivnější. Tato technika je užívána po tisíce let v Indii, známá jako bhang. Kvůli své bezkouřové formě požívání je preferován některými uživateli pro lékařské využití marihuany.